# 侯植
侯植（506年—563年3月3日），字仁干，一字永显，建昌郡人，北魏、西魏、北周官员。

## 生平
侯植是前燕散骑常侍侯龛的八世孙，高祖侯恕是北魏北地郡太守，侯恕的子孙因此定居于北地郡三水县（陕西省咸阳市旬邑县），于是成为州郡冠族。侯植的父亲侯欣是泰州刺史、奉义县公。
侯植少年时洒脱不受约束，有高尚的节操，容貌奇特壮美，武艺无人可比。正光年间，侯植以奉朝请为起家官。不久天下大乱，盗贼蜂起。侯植于是散发家财，招募勇士讨伐盗贼，以军功出任统军，升任清河郡太守。后来侯植跟随贺拔岳讨伐万俟丑奴等人，经常有战功，出任义州刺史。侯植在义州很有政绩，受到汉族和少数民族的百姓拥戴。
永熙三年（534年），高欢进逼洛阳，侯植跟随魏孝武帝西迁关中。大统元年（535年），侯植加骠骑将军、都督，获赐姓侯伏侯氏。侯植跟随宇文泰参与小关之战、弘农之战、沙苑之战、河桥之战，升任大都督，加左光禄大夫。大统十二年（546年），凉州刺史宇文仲和据州反叛，侯植跟从开府独孤信讨伐宇文仲和并将他俘虏。加车骑大将军、仪同三司，封肥城县公，食邑一千七百户。魏前二年（553年）十二月，宇文泰因为侯植功勋卓著，赐侯植姓贺屯氏。魏恭帝元年（554年），侯植跟从于谨平定江陵，升任骠骑大将军、开府仪同三司，获赐奴婢一百口，另封一个儿子为汧源县伯。北周六官建立后，侯植出任司仓下大夫。
当时皇帝年幼，晋公宇文护执掌政权，侯植堂兄侯龙恩受到宇文护的亲信任用。等到宇文护诛杀赵贵，各位老将多不自安。侯植对侯龙恩说：“如今主上年纪尚轻，国家安慰全靠诸公。唇齿相互依靠，尚且担心不成功，何必因为细小的隔阂而自相残杀！我担心天下人因此崩溃瓦解。堂兄受到重用，怎么可以知道却不说？”侯龙恩没有听从。侯植又乘机对宇文护说：“君臣的分别，情同父子，理应休戚与共，贯彻始终。您因为骨肉之亲，受到社稷的重托，存亡与共，在于今日。希望您诚心对待王室，学习伊尹和周公，使国家安如泰山，家族永远保有爵禄。那么普天之下没有不感到幸运的。”宇文护说：“我蒙受太祖宇文泰的厚恩，况且又是他的侄子，发誓将以身报国，兄台您当知道我心。如今您说这话，莫非是说我有异志？”宇文护又听说侯植之前对侯龙恩说的话，于是暗中猜忌侯植。侯植害怕大祸临头，于保定三年岁次癸未正月廿三日（563年3月3日）在家中因担心而发病去世，虚岁五十八，保定四年岁次甲申四月己丑朔廿一日戊申（564年4月27日）葬于豳州三水县棒川之良平原，朝廷追赠使持节、骠骑大将军、开府仪同三司、大都督、光杨平三州诸军事、光州刺史、肥城县开国公，谥号斌公。
天和七年（572年），宇文护被周武帝诛杀，侯龙恩与弟弟大将军、武平公侯万寿都被定为宇文护的党羽而处死。周武帝审理宇文护的案件，知道侯植忠于朝廷，特别免除侯植子孙的连带罪行，追赠侯植大将军，改谥号为节。侯植之子侯定远官至车骑大将军、仪同三司。

## 家庭

### 子女
- 侯定远，北周车骑大将军、仪同三司、肥城县公[2]
- 侯定徽[2]
- 侯定高[2]
- 侯定国[2]
- 侯定周[2]
- 侯定贵[2]

### 孙子
- 侯君集，唐朝兵部尚书、潞国公

## 延伸阅读
[在维基数据编辑]
 《周書·卷29》，出自令狐德棻《周書》
 《北史·卷066》，出自李延壽《北史》